# 아이돌 스쿨
아이돌 스쿨은 음악을 위한 문화방송(MBC)의 케이블 및 위성방송국인 MBC M을 통해 방영된 대한민국의 버라이어티 쇼이다. 이 프로그램은 전현무, 가수 김연우, 걸스데이의 소진이 사회를 맡았다.

## 에피소드 목록

### 2014년
| 에피소드 | 방영일           |
| -------- | ---------------- |
| 1        | 2014년 8월 19일  |
| 2        | 2014년 8월 26일  |
| 3        | 2014년 9월 2일   |
| 4        | 2014년 9월 16일  |
| 5        | 2014년 9월 23일  |
| 6        | 2014년 9월 30일  |
| 7        | 2014년 10월 7일  |
| 8        | 2014년 10월 14일 |
| 9        | 2014년 10월 21일 |
| 10       | 2014년 10월 28일 |
| 11       | 2014년 11월 4일  |
| 12       | 2014년 11월 11일 |
| 13       | 2014년 11월 18일 |
| 14       | 2014년 11월 25일 |
| 15       | 2014년 12월 2일  |
| 16       | 2014년 12월 9일  |
| 17       | 2014년 12월 16일 |